# Centro de Educación Ambiental de la Comunitat Valenciana
El Centro de Educación Ambiental de la Comunitat Valenciana (Centre d'Educació Ambiental de la Comunitat Valenciana, CEACV), abierto al público desde junio de 1999, es el centro de referencia de la educación ambiental en la Comunidad Valenciana para formar, informar y sensibilizar al conjunto de la sociedad valenciana sobre los diversos aspectos de la gestión del medio ambiente. Su sede se encuentra en la Alqueria dels Frares, una antigua vivienda propia de las llanuras costeras de la Comunidad Valenciana, que data de finales del siglo XVII. Está localizada en el término municipal de Sagunto, dentro de los límites del Marjal del moro, espacio natural de la red Natura 2000. 

## Objetivos
Los objetivos del CEACV son los siguientes:
- Educar en los valores de la sostenibilidad, la solidaridad, la responsabilidad, la equidad y la justicia social.
- Divulgar la información ambiental.
- Fomentar la participación en actividades de colaboración y voluntariado relacionadas con el medio ambiente.
- Ofrecer recursos y servicios para la educación ambiental.
- Fomentar el CEACV como centro de divulgación de los valores de la Marjal dels Moros (zona incluida en el Catálogo de Zonas Húmedas y en la Red Natura 2000) y concienciación ambiental para su conservación.
- Establecer marcos de colaboración con otras instituciones y organizaciones para trabajar en favor de la sostenibilidad.
- Mejorar la capacitación técnica de los profesionales del sector ambiental.
- Establecer un sistema de mejora continua en la calidad de sus instalaciones y servicios, constituyéndose como el centro de referencia para la educación ambiental en la Comunidad Valenciana.
- Complementar el currículum escolar con acciones en el medio natural y en contextos externos al centro escolar.

## Recursos y actividades
Los usuarios tienen a su disposición varios recursos y actividades formativas y de tiempo libre.
- Itinerarios para la divulgación y la sensibilización. El CEACV ofrece una gama de itinerarios guiados, adaptados a las características de cada grupo, para informar y sensibilizar sobre el medio ambiente y su protección.
- Formación ambiental. A lo largo de todo en el año, se llevan a cabo cursos de temática ambiental, dirigidos a diferentes sectores de la población.
- Documentación. El CEACV cuenta con una biblioteca de acceso público, especializada en temas de medio ambiente, los fondos de la cual están en constante actualización.
- Reuniones técnicas, seminarios y jornadas. El CEACV acoge en sus instalaciones diferentes actos públicos, como reuniones técnicas, seminarios o jornadas.
- Actividades de ocio. El CEACV lleva a cabo actividades lúdicas y de ocio enfocadas a concienciar sobre la necesidad de conservación del medio ambiente y los recursos naturales.

## Los jardines
El Jardín de los Paisajes Mediterráneos. En una superficie de 66.000 m2, este jardín permite descubrir los principales paisajes y ambientes del litoral valenciano.
El Huerto Histórico de la Comunidad Valenciana. Este Huerto-Jardín muestra la relación del hombre con el territorio a través de las actividades y usos agrícolas y sus repercusiones medioambientales a lo largo de la historia.

## Centro de documentación
Entre las instalaciones de que dispone el CEACV se encuentra el Centro de Documentación-Biblioteca para uso general del público. El objetivo básico de este Centro de Documentación-Biblioteca es ofrecer un espacio en el cual poder dar respuesta a las necesidades de información publicada que tengan profesores, profesionales, estudiantes o público interesado en particular en el campo de la educación ambiental y, en general, en el medio ambiente. Además, el Centro de documentación también sirve como soporte para la realización de diversas actividades de educación ambiental en el mismo CEACV.

## Jornadas de Educación Ambiental de la Comunidad Valenciana
Estas jornadas, que no se realizaban desde el año 2009, a partir de la quinta edición se han organizado desde el Centro de Educación Ambiental de la Comunitat Valenciana (CEACV). En 2018 con el apoyo de la Consejería de Medio Ambiente, y en 2022 con el de la Consejería de Agricultura, Desarrollo Rural, Emergencia Climática y Transición Ecológica.